# Mlib Tmetuchl
Mlib Tmetuchl ist ein palauischer Politiker und war vom 15. Januar 2009 bis zum 16. Januar 2013 Senatspräsident.
Tmetuchl wurde im November 2000 erstmals in den Senat von Palau, das aus neun Mitgliedern bestehende Oberhaus des palauischen Parlaments (Olbiil Era Kelulau), gewählt. Im November 2004 und im November 2008 erfolgte jeweils seine Wiederwahl. Während des 7. Olbiil Era Kelulau war er stellvertretender Senatspräsident. Im 8. Olbiil Era Kelulau wurde er von seinen Senatskollegen zum neuen Senatspräsidenten gewählt.
Tmetuchl ist verheiratet und hat drei Kinder, zwei Söhne und eine Tochter. Er ist derzeit Präsident von Pacifica Development Corporation, einem Unternehmen, das sein Vater, der Politiker und Geschäftsmann Roman Tmetuchl, gegründet hatte.